# مارشال ستيفنز
مارشال ستيفنز (بالإنجليزية: Marshall Stevens)‏ هو سياسي بريطاني (وحمل سابقاً جنسية المملكة المتحدة لبريطانيا العظمى وأيرلندا)، ولد في 18 أبريل 1852 في المملكة المتحدة، وتوفي في 12 أغسطس 1936 في نفس البلد. حزبياً، نشط في حزب المحافظين. وقد في الانتخابات العمومية البريطانية 1918 ‏، انتخب عضو برلمان المملكة المتحدة الـ31 عن دائرة إكليس (14 ديسمبر 1918 – 26 أكتوبر 1922).